# Matthias Brehme
Matthias Brehme (Markkleeberg, Alemania, 7 de febrero de 1943) es un gimnasta artístico alemán que, compitiendo representado a Alemania del Este, consiguió ser medallista de bronce olímpico en 1968 y en 1972.

## Carrera deportiva
En el Mundial de Dortmund 1966 gana el bronce en el concurso por equipos, tras Japón y la Unión Soviética.
En los JJ. OO. de México 1968 vuelve a ganar el bronce en el concurso por equipos.
En el Mundial de Liubliana 1970 consigue el bronce en el concurso por equipos —por detrás de Japón y la Unión Soviética—, siendo sus compañeros: Klaus Köste, Wolfgang Thüne, Gerhard Dietrich, Peter Kunze y Bernd Schiller.
Por último, en los JJ. OO. de Múnich 1972 consigue de nuevo el bronce en la competición por equipos —y de nuevo tras Japón y la URSS, y sus colegas de equipo fueron: Klaus Köste, Wolfgang Klotz, Wolfgang Thüne, Jürgen Paeke y Reinhard Rychly—.